# Wilde Gesellen vom Sturmwind durchweht
Wilde Gesellen vom Sturmwind durchweht ist ein Fahrtenlied in der Tradition der Wandervögel, das erstmals um 1924 von Fritz Sotke veröffentlicht wurde, wobei der Verfasser als unbekannt gilt. In der Jugendbewegung war es eines der meistgesungenen Lieder. Nach der „Machtergreifung“ der Nationalsozialisten erschien das Lied in verschiedenen nationalsozialistischen Liederbüchern, verschwand aber vor dem Hintergrund des Verbots der Bündischen Jugend wieder von dort. Nach dem Zweiten Weltkrieg hatte das Lied unter anderem bei den Pfadfindern in der Bundesrepublik Deutschland weite Verbreitung und gehörte auch zum Repertoire von Heino. In der Zeit der nationalsozialistischen Verfolgung entstanden mehrere Parodien, darunter eine von Ernst Busch im Spanischen Bürgerkrieg.

## Geschichte
Das Lied Wilde Gesellen vom Sturmwind durchweht erschien erstmals um das Jahr 1924 in dem von Fritz Sotke (1902–1970) in mehreren Auflagen in Iserlohn herausgegebenen Liederbuch Fahrtenlieder, wobei es nach Angaben des Herausgebers „mündlich überliefert“ war. 1929 erschien es im Jugend-Liederbuch beim Arbeiterjugend-Verlag in Berlin, herausgegeben von August Albrecht.
Der vormals Bündische Fritz Sotke trat 1932 in die NSDAP ein. Das von ihm aufgezeichnete Lied Wilde Gesellen erschien 1933 kurz nach der „Machtergreifung“ noch in Liederbüchern der Hitlerjugend sowie in dem 1933 vom Reichsjugendführer Baldur von Schirach herausgegebenen Blut und Ehre und lieferte mit dem Vers Uns geht die Sonne nicht unter den Titel eines der HJ-Liederbücher. Im Zuge des Vorgehens gegen Einflüsse der nunmehr verbotenen Bündischen Jugend verschwand das Lied aus den NS-Publikationen.
Im antifaschistischen Untergrund wurden leicht abgeänderte Versionen des Liedes von verbotenen Jugendgruppen als gegen die Nationalsozialisten gerichtete Parodien gesungen. In illegalen Gruppen im Rheinland entstand eine Version des Liedes, bei der es statt „ob uns auch Speier und Spötter verlacht“ heißt: „ob uns auch Baldur von Schirach verlacht“. Diese Version wurde laut Augenzeugen bereits 1934 in Buer (Westfalen) gesungen. In einer weiteren Strophe heißt es: „Wilde Gesellen am Wupperstrand, verfolgt von Schirachs Banditen“ und zum Abschluss schließlich „Wir sind Verbrecher in eurem Staat, und sind stolz auf unser Verbrechen. Wir sind die Jugend des Hochverrats, an uns wird die Knechtschaft zerbrechen“. Der damalige Lagerhäftling Wolfgang Langhoff bezeugt, dass das Lied in den Baracken häufig gesungen wurde. Größere Passagen dieser Liedversion wurden von Ernst Busch übernommen, als er das Lied in neuer Fassung beim Kampf der internationalen Brigaden im Spanischen Bürgerkrieg in Madrid sang. Der Titel der Untergrundversion Wilde Gesellen am Wupperstrand lieferte später den Titel eines ganzen Buchs über Jugendwiderstand in Wuppertal von Christian Schott und Sven Steinacker (2004).
Nach Kriegsende blieb Wilde Gesellen vom Sturmwind durchweht populär und wurde in Westdeutschland unter anderem bei den Pfadfindern gesungen. Es fand Eingang in die Mundorgel und gehörte auch zum Repertoire von Heino. Die revolutionäre Version von Ernst Busch wurde von diesem bei Aurora (DDR) eingesungen, aber auch von Franz Josef Degenhardt.

## Liedtext
Das Lied hatte ursprünglich drei Strophen. Nach 1945 kam eine vierte Strophe dazu, die aber beispielsweise in der „Mundorgel“ nicht abgedruckt ist. Laut dem Kulturwissenschaftler Wolfgang Lindner repräsentiert der Liedtext „trotzig-pubertäre sentimentale Selbstbehauptung im schicksalhaft erlebten Bewegungs- und Entwicklungsprozess“. In der ersten und zweiten Strophe wechseln nach seinen Worten „Wander-Elend“ und „Wander-Freude“ miteinander ab. Die „jugendlichen Selbstausgrenzer“ sähen einerseits eigene „Stolz“ und „Pracht“, andererseits „soziale Kälte des Establishments“ und der eigenen Familie. Der Abschlussvers aller vier Strophen lautet jeweils „Uns geht die Sonne nicht unter“. Die dritte Strophe unterscheidet sich von den ersten beiden in ihrem christlichen Bezug: Der „König der Dornen“ sendet seine „tröstenden Tränen“. Die vierte dagegen schließt den „Bewegungsprozess“ ab: Sie handelt vom Tod der Protagonisten.

### Originalausgaben
- Fritz Sotke (Hrsg.): Fahrtenlieder. 5. (vermehrte) Auflage. Sauerland-Verlag, Iserlohn 1925. 44. Wilde Gesellen, S. 37.
- August Albrecht (Hrsg.): Jugend-Liederbuch. Arbeiterjugend-Verlag, Berlin 1929.